# Ametralladora M60
La M60 (oficialmente Ametralladora de los Estados Unidos, Calibre 7,62 mm, M40) es una ametralladora de propósito general desarrollada por los Estados Unidos en los años 1950, basada en el diseño de las armas alemanas MG42 y FG42.[cita requerida] Alimentada mediante cinta y accionada por los gases de disparo, utiliza el cartucho 7,62 × 51 mm OTAN y se usa como arma de apoyo desde 1957. En las Fuerzas Armadas de los Estados Unidos ha sido reemplazada en gran medida por la ametralladora M240.

## Historia

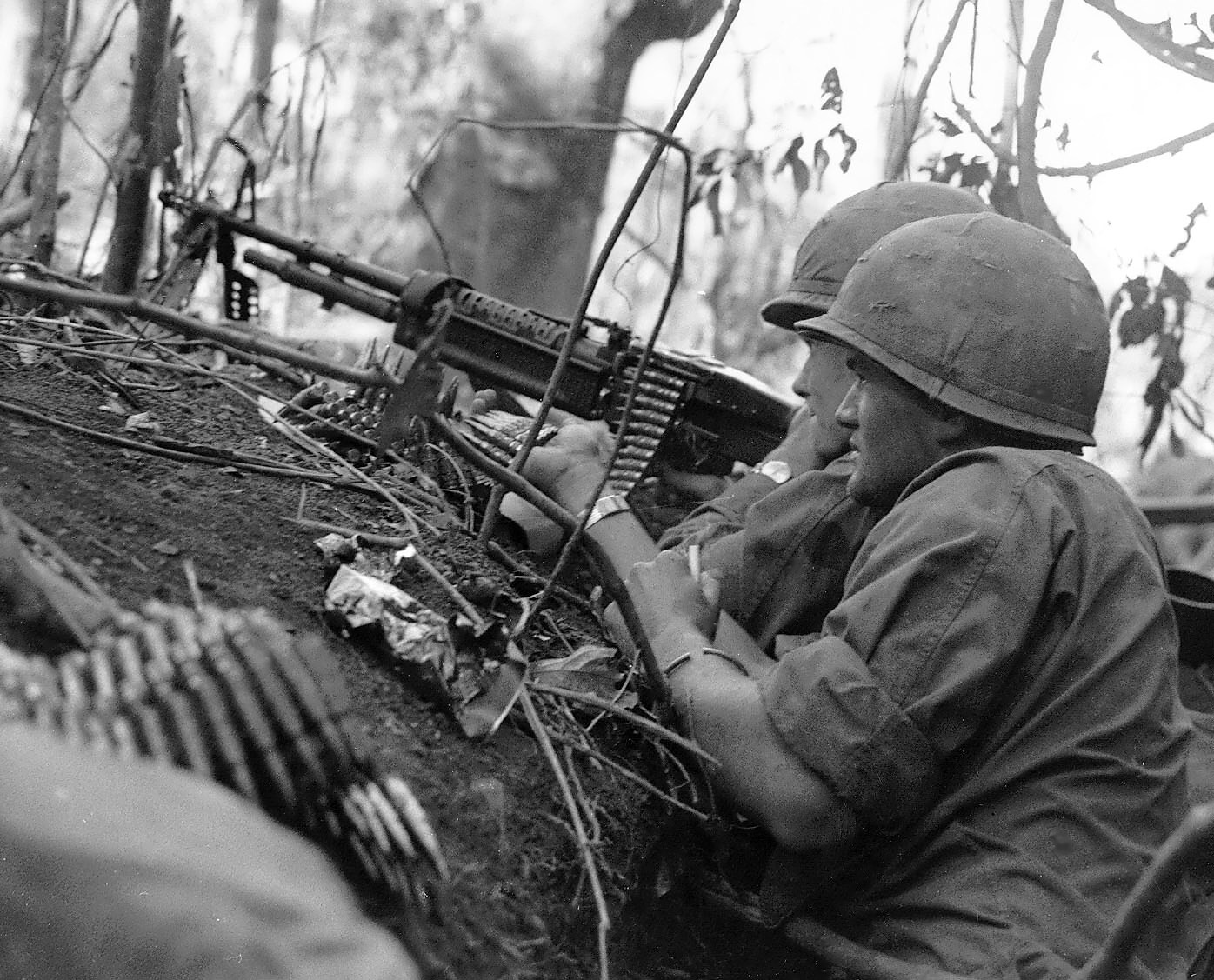
Soldados estadounidenses disparando una ametralladora M60 en Vietnam, 1966.

La ametralladora M60 comenzó su desarrollo a finales de la década de 1940, como un programa para una ametralladora nueva y más ligera del calibre 7,62 mm. El diseño incluía características de otras ametralladoras (como la alemana MG42) además de otras características propias. El propósito de esta arma era sustituir al BAR y a la ametralladora Browning M1919A6, usadas ambas como armas de apoyo de pelotón, además de en el rol de ametralladora media.
Fue adoptada por el Ejército de los Estados Unidos en 1957, convirtiéndose desde entonces en una pieza básica del arsenal estadounidense, estando presente en todos los conflictos desde esa fecha.
Aparte del uso en infantería, esta arma sustituyó a la ametralladora M73 en los blindados del Ejército estadounidense, ya que la M73 no resultó del todo eficiente.
Durante la guerra de Vietnam, salieron a relucir algunos defectos de la M60. Entre estos cabe destacar la dificultad de cambiar el cañón mientras estaba caliente, ya que este no poseía ningún tipo de asidero y debían usarse guantes de amianto. Además, el bípode estaba soldado al cañón, haciendo el arma más pesada y cara de producir. También a causa de su peso, durante este conflicto fue apodada "La Cerda". Pese a ello, la imagen de la ametralladora ha quedado indefectiblemente ligada a la lucha en la jungla durante la guerra de Vietnam.
La variante M60E2 corrige estos problemas y están disponibles «kits» de transformación para convertir las viejas M60 al modelo E2.   
Es reemplazada en ocasiones por varias versiones de la M240G como ametralladora media y por la M249 SAW como arma automática de escuadrón (ametralladora ligera). Sin embargo, sigue estando en servicio en el ejército de Estados Unidos, así como otros países (especialmente Australia); su producción continua en el siglo XXI.
La M60 puede usarse para misiones de carácter ofensivo y defensivo. Para el primer fin destaca por su cadencia de disparo moderada, gran alcance efectivo, y un calibre mayor que el del fusil estadounidense en servicio, el M16. En uso defensivo, su largo alcance la convierte en un arma útil para detener o dificultar el paso del enemigo.
Es alimentada mediante cinta de cartuchos, dispara el cartucho 7,62 x 51 OTAN (.308 Winchester, en nomenclatura estadounidense y versiones civiles) y tiene un alcance máximo efectivo de 1 100 metros. Cuenta con un cañón intercambiable y un bípode plegable.

## Variantes

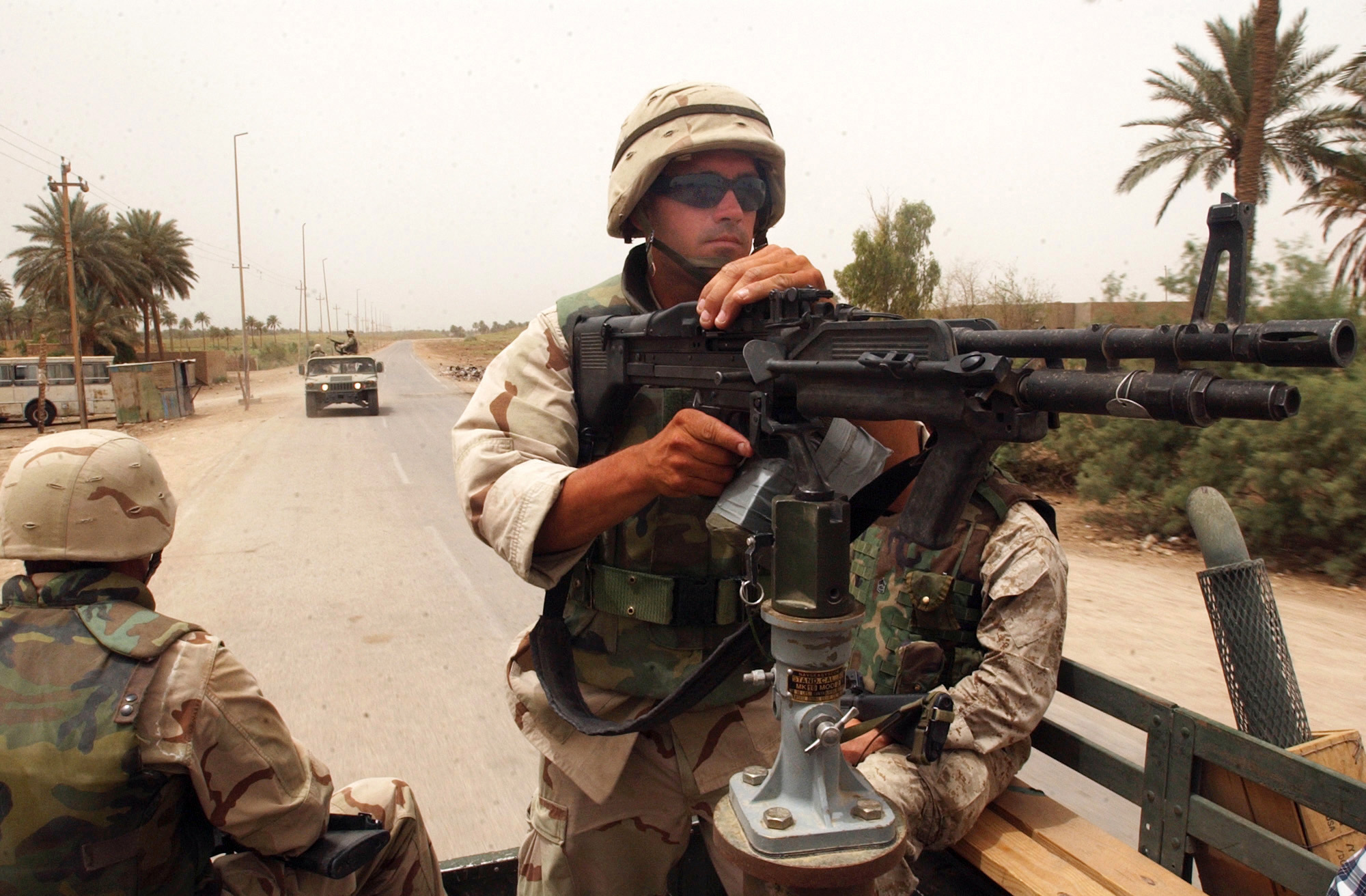
Un soldado estadounidense mantiene la seguridad de su convoy con una ametralladora M60E4 (Mk 43 Mod 0) al paso por Al Hillah, Irak. 27 de mayo de 2003.

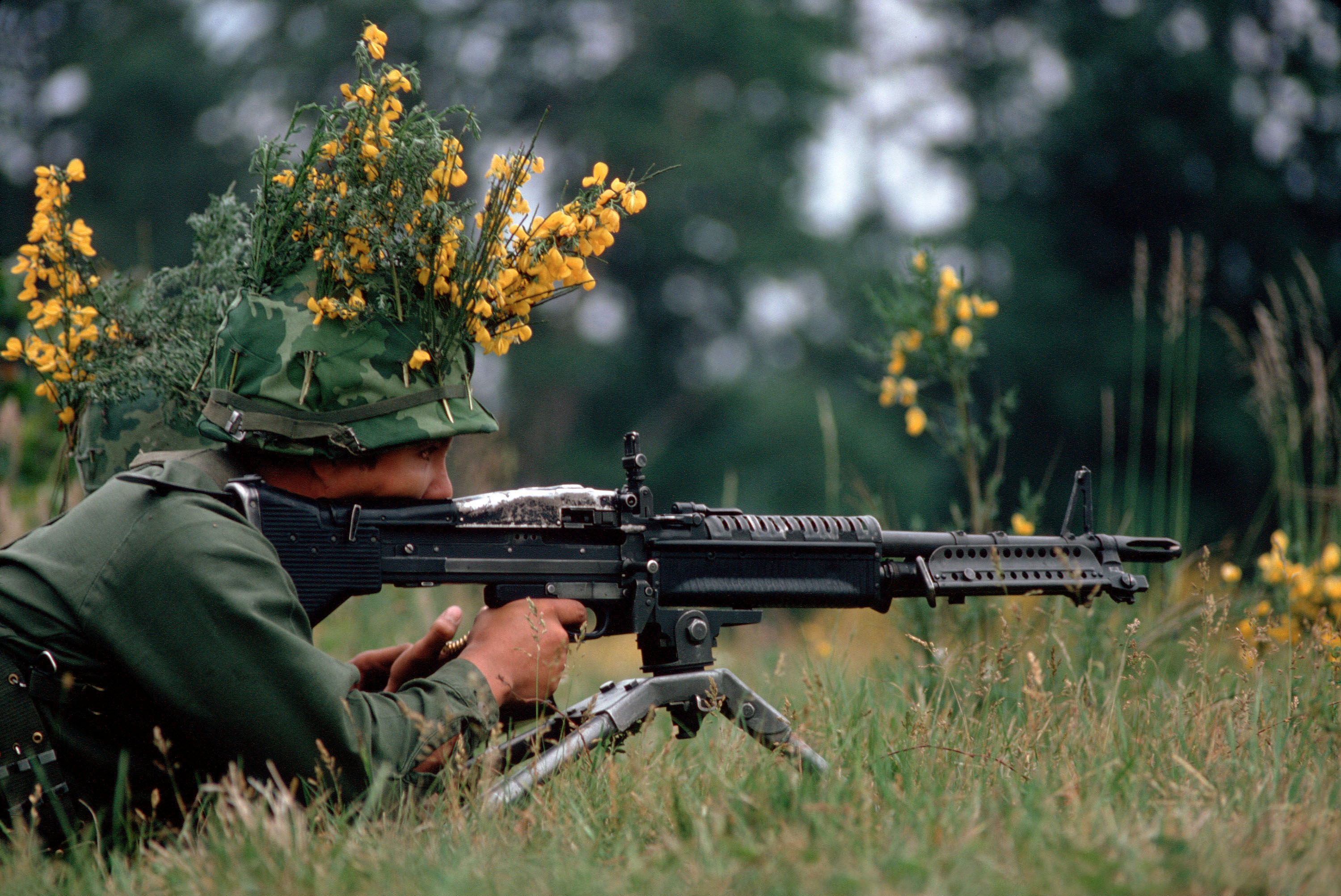
Un soldado de infantería camuflado armado con una ametralladora M60.

- Un soldado de infantería camuflado armado con una ametralladora M60.T161 — La designación de la M60 durante la etapa de desarrollo.
- M60 — El modelo básico, puesto en servicio en 1957.
- M60E1 — Una versión mejorada que no entró en producción. Las principales diferencias fueron el mango fijado al cañón y la posibilidad de desmontar el cilindro de gas y el bípode del cañón.
- M60E2 — Usada en vehículos como ametralladora coaxial, disparada eléctricamente.
- M60B — Usada en helicópteros en las décadas de 1960 y 1970, desmontada.
- M60C — Usada en montajes fijos a bordo de aviones en las décadas de 1960 y 1970, disparada eléctricamente y cargada hidráulicamente.
- M60D — Reemplazó a la M60B, una versión montada sobre pedestal, usada especialmente en subsistemas de armamento a bordo de helicópteros, pero también en algunos otros roles.
- M60E3 — Una versión actualizada de peso reducido, adoptada en la década de 1980.
- M60E4 (Mk 43 Mod 0/1) — Un modelo mejorado de la década de 1990, que visualmente es similar a la E3 pero tiene numerosas mejoras. Tiene subvariantes propias de este modelo, y es también usada por la Armada de los Estados Unidos (como Mk 43 Mod 0/1). La Mk 43 Mod 1 es una versión especializada, con añadidos como rieles extra para montar accesorios.

## Usuarios

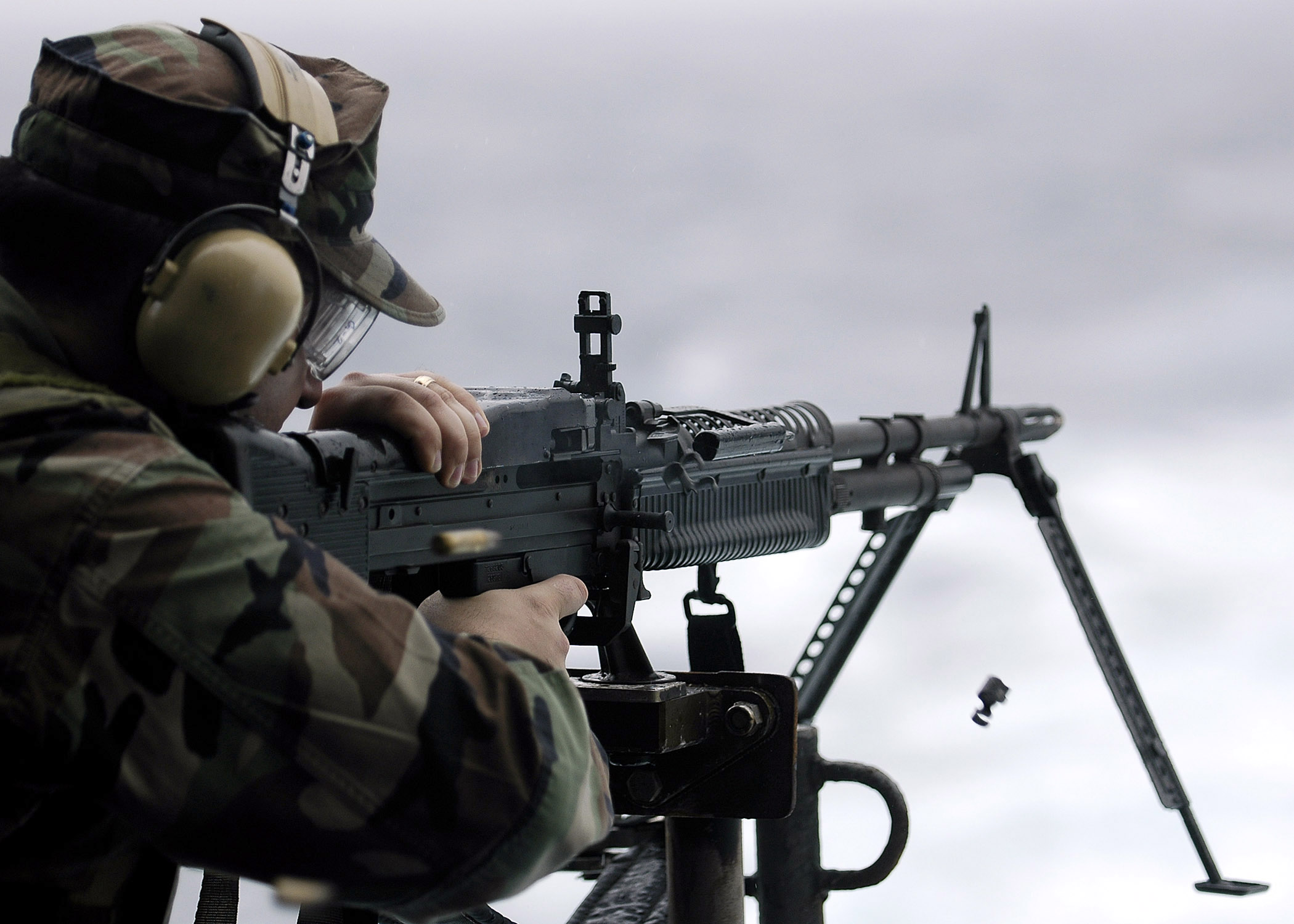
Disparando una ametralladora M60.

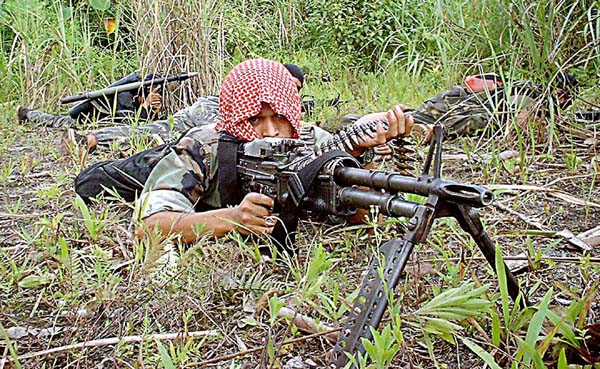
Guerrillero del Frente Islámico de Liberación Mora disparando una M60 en Filipinas.

- Argentina
  - Policía Federal Argentina.
  - Fuerza Aérea Argentina.[2]
- Australia:[3] Reemplazada por la FN Minimi (ametralladora ligera) y la FN MAG (ametralladora de uso general).
- Bolivia[4]
- Bosnia y Herzegovina[4]
- Camboya[5]
- Chile
  - Ejército de Chile[4]
- Colombia[4]
- Corea del Sur:[3] Producida bajo licencia desde 1974.[6]
- Costa Rica[4]
- Dinamarca: A partir de 2015, el Ejército danés recibirá más de 600 M60E6.[7]
- El Salvador[8]
- Estados Unidos: Utilizado por el Ejército de Estados Unidos[9] y los SEAL de la Armada de Estados Unidos.[10]
- Filipinas[4]
- Fiyi[4]
- Ghana[11]
- Grecia[4]
- Haití[4]
- Honduras[4]

- Indonesia[4]
- Italia[12]
- Jordania[4]
- Líbano[13]
- Liberia[4]

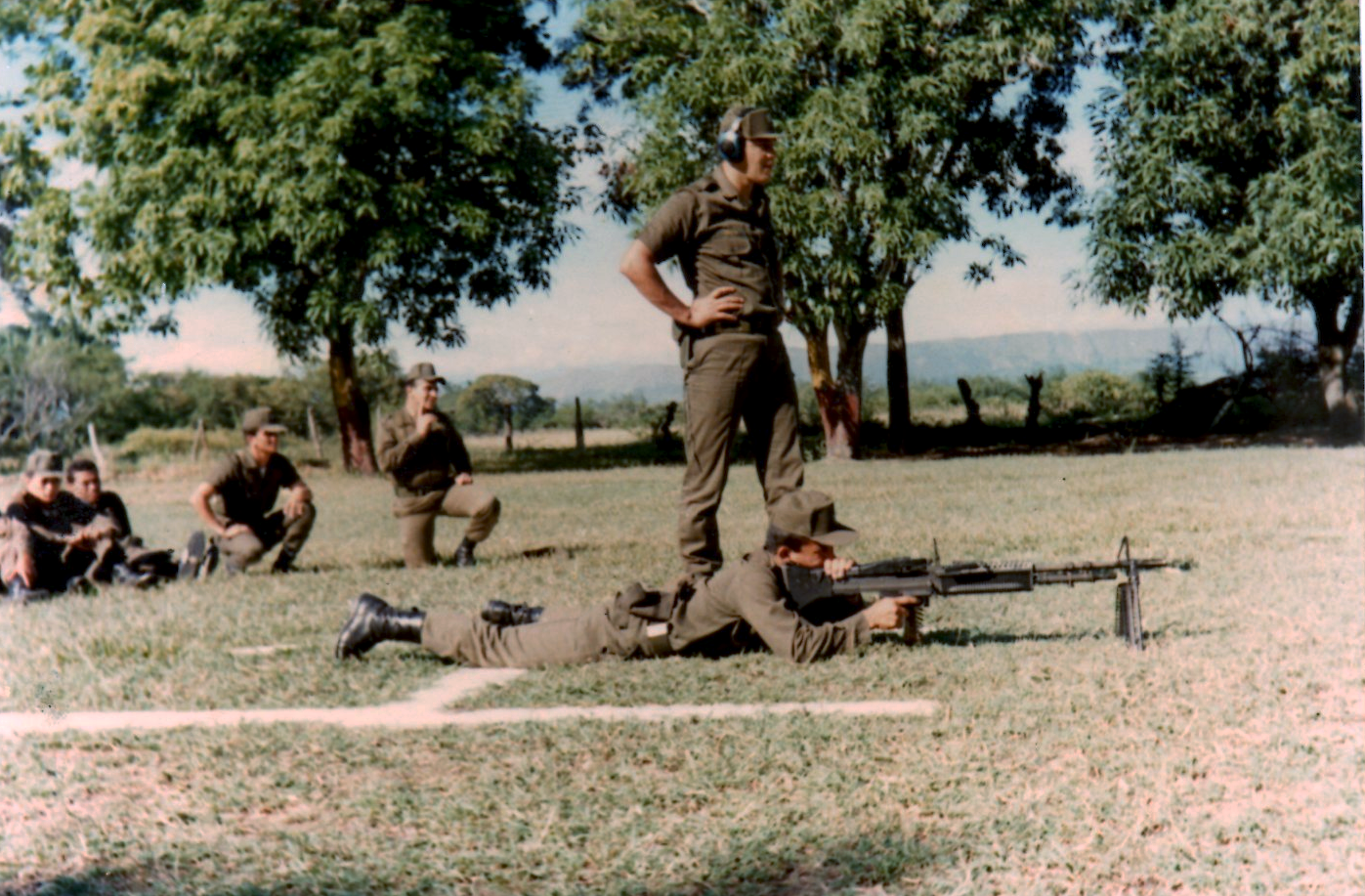
Uniformado de la policía nacional de Colombia usando una M60 Escuela de Policía Gabriel González

- Lituania: En 2002 recibió una subvención de 75 M60 por parte de la "Agencia de Logística de Defensa de los Estados Unidos".[14]
- Luxemburgo:[15] Estuvo en servicio desde 1957 hasta 1972; reemplazada por la FN MAG.
- Malasia: M60E3 es utilizada por la unidad especial Grup Gerak Khas del Ejército malayo.[16]
- Marruecos[4]
- México[4]
- Nicaragua[4]
- Panamá:[4] Usada por el Servicio Nacional de Fronteras (SENAFRONT) y Servicio Nacional Aeronaval (SENAN)
- Perú[4]
- Portugal: El Ejército portugués utiliza las M60E y D montadas a bordo del V-150 Commando.[17]
- Reino Unido: Utilizada por la Royal Air Force, montada a bordo de los helicópteros Chinook.[18]
- República Checa: La M60E4 es empleada en pequeñas cantidades por unidades especializadas del ejército checo.[19] Se sabe que es empleada por el 601.º Grupo de Fuerzas Especiales desde 2006 para reemplazar a la UK-59L.[20]
- República Democrática del Congo[4]
- República Dominicana[4]
- San Vicente y las Granadinas[4]
- Senegal: En 2002 recibió una subvención de 2500 M60 por parte de la "Agencia de Logística de Defensa de los Estados Unidos".[14]
- Sudán[4]
- Tailandia[4]
- Taiwán: Producida localmente.[3][21]
- Trinidad y Tobago[4]
- Túnez[4]
- Turquía[22]
- Uganda[4]
- Venezuela[4]